# 2MASS J19532359+4729284
2MASS J19532359+4729284 là một ngôi sao giống Mặt trời ở phía bắc chòm sao Thiên Nga, nó nằm cách Trái Đất là khoảng 2.780 Năm ánh sáng. Nó nằm ở tọa độ thiên thể: Thăng thiên phải 19h 53m 23.6020s, độ nghiêng +47° 29′ 28.436″. Với độ lớn thị giác biểu kiến là 15,456,  ngôi sao này quá mờ để có thể nhìn thấy bằng mắt thường. Nó là một chất tương tự Mặt trời, có khối lượng, bán kính và nhiệt độ gần bằng Mặt Trời.
| Thiên thể đồng hành (thứ tự từ ngôi sao ra) | Khối lượng   | Bán trục lớn (AU) | Chu kỳ quỹ đạo (ngày)  | Độ lệch tâm | Độ nghiêng | Bán kính        |
| ------------------------------------------- | ------------ | ----------------- | ---------------------- | ----------- | ---------- | --------------- |
| b                                           | 50+15 −13 M🜨 | 0.09              | 1033966+000015 −000017 | —           | —          | 255±012 R🜨      |
| c                                           | 45±11 M🜨     | 0.11              | 1328633+000031 −000027 | —           | —          | 234+012 −011 R🜨 |